# Born to Run (canción)
"Born to Run" fue escrita por el cantautor estadounidense Bruce Springsteen en 1974 y es la canción que da nombre al álbum al que pertenece. Según el sitio agregador de listas Acclaimed Music, es la 13.ª canción más aclamada por los críticos de todos los tiempos.

## Versiones
- La banda Frankie Goes To Hollywood hizo una versión de la canción en su álbum debut Welcome to the Pleasuredome en 1984.
- Free Wild hizo una versión de la canción en su gira "2010 Spin-Dry Tour", de vez en cuando es seguida por una versión personificada por Bruce Springsteen de la canción Itsy Bitsy Spider.
- McFly realizó una versión de este tema, debido a que Danny Jones es un gran seguidor de Bruce Springsteen.